# 李耀汉
李耀汉（1878年—1942年），字子雲，广東省肇慶府新興县人，中華民国军事将领，「肇軍」建立者兼指揮官，護法战争參與將領之一。曾任廣東省長，在民國七年後一系列政爭與軍閥內戰失敗，後淡出權利角逐舞台。

## 生平
李耀汉年幼曾短暫於私塾接受教育，年輕時因經商失敗，投靠同鄉李北海所集結的緑林，搶劫的主要活動區域在廣東雲浮縣、陽春縣、新興縣一帶。光緒三十年（1904），廣東水師提督李准發兵包圍其根據地，迫使李北海投降歸順。投降後的李北海官職為哨官，由於職位編制兵力不大，故李北海解散大部分的土匪幫眾，僅挑選極少數的親信與勇猛部屬擔任其部屬，李耀漢即為其中之一。後李准又決定將李北海捕殺，李耀漢接替李北海的職位成為該部隊的哨官，獲得正式軍職官銜。此後李耀漢在廣東軍界逐步晉升，至辛亥革命前，他的職務為廣東水師巡防營管帶兼東安縣守備。
辛亥革命之後，同盟會藉由其師譚潤黎之關係與李耀漢聯繫，並策動其親革命黨，李耀漢遭其師說服。後成為革命黨說客，招攬駐肇慶市的巡防營統領隆世儲。隆世儲被說服之餘，還指揮其麾下3個巡防營參與革命運動。並宣布肇慶獨立，歸順廣東軍政府。由於隆世儲後帶領一部分部隊參與革命黨北伐，留滯於廣東的部隊則歸入李耀漢指揮，李耀漢的巡防營趁機擴大為團級規模，並升任標統。民國元年，成為團級編制的肇慶巡防營更名為「肇軍」，隨後逐漸壯大。
民國二年（1913）二次革命前，李耀漢的立場為支持袁世凱，並未參與陳炯明的反袁戰爭，並協助龍濟光的濟軍經由肇慶市的河運南攻廣州。由於其合作態度，廣州叛變弭平後北京政府委派李耀漢為肇羅陽司令（管理區域為現今肇慶市、陽春市區域），民國三年（1914）3月，就任广東肇羅陽鎮守使。
獲得根據地軍政治權的李耀漢繼續擴張肇軍規模，其控制部隊極盛期有10個團、30個營，約萬餘人。在洪憲帝制事件期間，李耀漢被中華革命黨人所說服投入反袁陣營，加入護國軍序列。
護國戰爭結束後，舊桂系入主廣東省政，但李耀漢因陣營正確因此未受到影響。民國六年（1917）7月，孫中山南下廣州，鼓吹護法，得到廣東省長朱慶瀾響應，但舊桂系的廣東督軍陳炳焜與朱慶瀾不協，因此陳炳焜拉攏李耀漢推倒朱慶瀾。8月下旬，朱慶瀾迫於壓力辭職，離開廣東；李耀漢因獲得了舊桂系及北京政府的支持，接任廣東省長。9月，李耀漢被廣州非常國會選任為籌餉督辦。10月27日，段祺瑞政府褫奪陳炳焜廣東督軍職務，改命李耀漢兼署督軍，因為強敵環伺——張開儒的滇軍、莫榮新的桂軍、李福林的福軍、陳炯明的粵軍、程璧光的海軍，李耀漢不敢接任。11月24日，李耀漢辭去省長，返回肇慶，可是當他聽聞胡漢民將要替任為廣東省長，他即急忙回廣州復任。
粵系的李耀漢，是北京政府任命的省長，又擁兵自重，常駐肇慶而不回廣州處理省長事務，為桂系廣東督軍莫榮新所忌，但這時龍濟光在雷州半島一帶興兵搗亂，莫榮新投鼠忌器，雙方未有撕破關係。民國七年（1918）9月，龍濟光的部隊可說是已被殲滅，這時廣州軍政府已由岑春煊掌控，岑春煊多次勸說李耀漢回廣州，不得要領，終決計對付李耀漢。9月20日，軍政府解除李耀漢省長職務。幾經擾攘，10月中旬，李耀漢讓步，由翟汪代理廣東省長，古日光接任肇陽羅鎮守使（翟、古二人是李耀漢部下）。，後莫榮新藉由討伐龍濟光殘軍的名義路過肇慶，但還突襲了肇軍，肇軍未能反應部隊遭到重創，部隊各自流離求生，肇羅陽鎮守使職務也被林虎奪走。
由於舊桂系對其敵對行徑，李耀漢後來決定加入陳炯明指揮的粵軍，轉任粵軍第六軍軍長。但是在民國九年（1920）第一次粵桂戰爭陳炯明勝利後，將粵軍第六軍撤裁，失去部隊的李耀漢轉任廣東省省長公署高級顧問。
由於在陳炯明麾下未獲發展，李耀漢後投靠支持孫中山的舊桂系將領，桂軍總司令沈鴻英麾下。民國十二年（1923），沈鴻英決定與孫中山反目，發兵進攻廣州，李耀漢被任命為桂軍第五軍軍長。但桂軍在開平與孫中山、劉震寰、楊希閔聯軍對戰戰敗逃回廣西省，非廣西籍的李耀漢率領其殘存部隊脫離沈鸿英指揮，並輾轉返回其故鄉新興县，並以該地为中心进行武装割据。
1943年（民国31年），李耀汉在新興县逝世。享年66岁。
由於李耀漢曾在廣東傾權一時，其聚歛之財富讓他在失勢後仍有餘力其故鄉新興縣天堂鎮朱所村建造住屋，該屋在民國十五年（1926）完工，稱為李務本堂，又稱省長大屋。在2015年被列為廣東省文物保護單位。
| 前任：朱慶瀾 | 廣東省長1917年8月 - 1918年10月 | 繼任：翟汪（代理） |